# Murva
Murva (dud, lat. Morus), rod listopadnog drveća ili grmlja srednje veličine, od 6 do 15 metara, rasprostranjen na svim kontinentima osim Australije. U Europu, gdje su uvezene, najpoznatije su bijela murva (Morus alba), crvena murva (Morus rubra) i crna murva (Morus nigra). 
Sve tri ove u Europi poznate vrste rasprostranjene su i u Hrvatskoj. Bijela murva poznata je po uzgoju dudova svilca, ličinke koja proizvodi svilu. Rastu na siromašnijim tlima, pretežno pješčana sadržaja, krošnja im je razgranata, kao i korijenje. Plodovi su aromatični i vrlo ukusni, veličine 2 – 3 cm, bijele, ljubičaste i ružičaste do crvene boje. 

## Vrste
1. Morus alba L.
2. Morus boninensis Koidz.
3. Morus cathayana Hemsl.
4. Morus celtidifolia Kunth
5. Morus indica L.
6. Morus insignis Bureau
7. Morus koordersiana J.-F.Leroy
8. Morus liboensis S.S.Chang
9. Morus macroura Miq.
10. Morus mesozygia Stapf
11. Morus microphylla Buckley
12. Morus mongolica (Bureau) C.K.Schneid.
13. Morus murrayana Saar & Galla
14. Morus nigra L.
15. Morus notabilis C.K.Schneid.
16. Morus rubra L.
17. Morus serrata Roxb.
18. Morus trilobata (S.S.Chang) Z.Y.Cao
19. Morus wittiorum Hand.-Mazz.